# Гордійчук Олег Володимирович
Оле́г Володи́мирович Гордійчу́к (*3 лютого 1956, Топори, Хмельницька область) — українськ поет, кандидат хімічних наук.

## Біографія
Закінчив хімічний факультет Київського державного університету імені Т. Г. Шевченка (1978). Працював науковим співробітником Інституту проблем матеріалознавства, згодом — головним спеціалістом Кабінету Міністрів України.
Друкується з 1991 року. Член Національної спілки письменників України з 2002 року.

## Творчість
Поетичні твори автора вирізняються філософською проблематикою та оригінальною поетичною системою світобачення, а його проза характеризується глибоким психологізмом і майстерним нюансуванням.

### Основні твори
- «У дзеркалі Буття» (1997, поетична збірка)
- «Лише мить...» (2002, книга новел)[1]

## Відзнаки
- Літературна премія імені Андрія Малишка (1998)
- Літературна премія «Благовіст» (2001)[1]